# Zlodowacenie środkowopolskie
Zlodowacenie środkowopolskie, zlodowacenia środkowopolskie, Riss, zlodowacenie Odry, zlodowacenie Warty – środkowe ze zlodowaceń, które objęły obszar Polski w plejstocenie. Składało się z dwóch odrębnych nasunięć lądolodu, określanych jako stadiał Odry (300–230 tys. lat temu) o większym zasięgu oraz stadiał Warty (170–120 tys. lat temu), przedzielonych interstadiałem lubawskim (230–170 tys. lat temu).
W momencie największego zasięgu lądolód dotarł do Sudetów i północnej krawędzi Wyżyny Małopolskiej i Lubelskiej oraz przykrył znaczną część Wyżyny Śląskiej i Niecki Nidziańskiej.